# Аджуд
Аджуд  (на румънски: Adjud) e град в жудец Вранча, Румъния. Към 2002 г. има население от 17 585 жители. Хартията и текстилното производство са най-важните индустриални отрасли, който се развиват тук. Важен железопътен възел от който тръгва единствената железопътна връзка с Трансилвания през прохода Гимеш - Паланка.
В близост до Аджуд е разположен замъка Лаховари.